# Planet 51
Planet 51 ist ein spanisch-britisch-amerikanischer CGI-Animationsfilm von Jorge Blanco. Das Drehbuch stammt von Joe Stillman. Planet 51 lief am 3. Dezember 2009 in den deutschen Kinos an.

## Handlung
In dem Film wird die Thematik des Besuches durch außerirdische Wesen auf den Kopf gestellt. Denn auf dem Planeten 51 leben menschenähnliche „Außerirdische“ und durchleben gerade die Entwicklungsphase der USA in den 1950er Jahren. Dies wird als eine Zeit wiedergegeben, in der Filme über Außerirdische bei der Jugend überaus beliebt sind. Obwohl auf dem Planeten einiges anders ist, z. B. regnet es Steine oder es werden Aliens als Hunde Gassi geführt, wird im Wesentlichen ein durchaus menschenähnliches Zusammenleben dargestellt. Mitten in dieser Welt hat es der Jugendliche Lem gerade geschafft, bei einem Observatorium angestellt zu werden und es scheint der glücklichste Tag in seinem Leben zu werden. Einzig seine Liebe zur schönen Neera kann er nicht gestehen, da sie permanent von einem Hippie gestört werden und sich auch Neera zu dessen Gruppierung hingezogen fühlt.
Kurze Zeit später kommt es zu einem abenteuerlichen Zwischenfall. Ein Außerirdischer, ein Mensch, landet mit seinem Raumschiff in dem Garten von Lems Familie. Zu seinem Schrecken muss Astronaut Captain Charles „Chuck“ Baker feststellen, dass der Planet bewohnt ist und ergreift panisch die Flucht. Zugleich hat das Militär von Planet 51 seine Ankunft bemerkt und geht völlig naiv von einer Invasion aus. So beschlagnahmen sie das Raumschiff und versuchen, Charles unter allen Umständen zu finden. Letztlich stößt Lem im Observatorium auf den Astronauten und es gelingt beiden, nach anfänglichen Schwierigkeiten sich als gleichwertig zu betrachten. Vor allem begreift Lem, dass Charles nicht in böser Absicht gekommen ist, und er versucht, ihn zu seinem Raumschiff zurückzubringen, welches nämlich automatisch nach etwas mehr als drei Tagen allein zurückfliegen würde. Es gestaltet sich jedoch als unmöglich, unbemerkt in das streng bewachte und vom Medienrummel belagerte Raumschiff zu gelangen. Gleichzeitig verstrickt sich Lem in mehrere Missverständnisse mit Neera, die aufgrund seiner absurden Taten davon ausgeht, dass auch er der Meinung sei, dass die Außerirdischen auf jeden Fall feindlich gesinnt sind.
So verstecken sich beide zunächst im Haus von Lems Familie und werden dabei von Lems Freund Skiff und Neera's jungem Bruder entdeckt, die sich aber ebenfalls mit Charles arrangieren können. Parallel dazu bricht der als Rover bezeichnete Rover aus einer auf Außerirdische spezialisierten Forschungseinrichtung aus und macht sich automatisch auf die Suche nach Charles. Rover hat dabei eher das Verhalten eines Hundes und eine permanente Schwäche dafür, jeden Stein einzusammeln. Zugleich ist er überaus agil und schafft es schließlich ebenfalls in das Haus zu gelangen. Genau in diesem Moment sehen sie sich damit konfrontiert, dass General Grawl das Haus in seine Kommandozentrale umwandeln will. So beginnt die Flucht vor dem Militär, die letztlich mit der Gefangennahme von Charles und Rover endet.
Lem versucht derweil zusammen mit seinen Freunden und Neera, die mittlerweile die wahre Intention von Lem bei der Festnahme verstanden hatte, Charles zu finden und zu befreien. Hilfe bekommen sie dabei von Rover, der sich aus den Händen des Militärs befreien konnte. So führt er sie zu einer geheimen Basis mitten in der Wüste (eine Anspielung auf die Area 51), wo es ihnen gelingt, Charles vor der Herausnahme seines Gehirns zu bewahren. Anschließend gelingt ihnen mit dem ebenfalls dorthin gebrachten Raumschiff die Flucht, nachdem Charles den vorher bewusstlos gewordenen General Grawl ebenfalls in das Raumschiff getragen hat, um ihn vor einem Brand in der Militärbasis in Sicherheit zu bringen. Im All schaffen es schließlich Lem und Neera, ihre Liebe zueinander zu gestehen. Nach einer erneuten Zwischenlandung in der Nähe des Hauses von Lem verabschieden sich die neuen Freunde voneinander, was selbst General Grawl mit einschließt, und Charles kehrt mit dem Raumschiff ins All zurück. Rover bleibt unterdessen zurück, da er Skiff als neues Herrchen akzeptiert.

## Konzeption
Der Film bedient sich zahlreicher Anspielungen auf reale Gegebenheiten und Mythen, die mit der Raumfahrt oder potentiellen Außerirdischen in Verbindung stehen. So ist bereits der Titel des Films eine Anspielung auf das amerikanische Militär-Sperrgebiet Area 51, das entsprechend verschiedenster Vorstellungen mit der Erforschung außerirdischer Lebensformen in Verbindung gebracht wird. Auch die Benennung verschiedener Charaktere orientiert sich an realen Vorbildern bzw. spielt abgewandelt auf diese an.
Neben dem Bezug auf Thematiken aus der realen Welt bedient sich der Film auch diverser bekannter fiktiver Werke. Beispiele dafür sind z. B. der Hund einer älteren Dame, eine Parodie auf den Xenomorph aus den Alien-Filmen. Ebenfalls wurde die viel zitierte Flugszene aus E.T. – Der Außerirdische aufgegriffen, oder auch die Titelmusik (Richard Strauss – Also sprach Zarathustra) aus Stanley Kubricks 2001: Odyssee im Weltraum, die ertönt, als der Astronaut sein Raumschiff verlässt.

## Kritiken
„Nichts fürchteten die Amerikaner in den 50er-Jahren so sehr wie einen Angriff sowjetischer Atomraketen. Die Angst vor dem Kommunismus kompensierten die Filmemacher in Hollywood mit billig produzierten Science-Fiction-Filmen wie „Die Dämonischen“, „Kampf der Welten“ oder „Gefahr aus dem Weltall“. „Planet 51“ zitiert nicht nur die Paranoia der 50er, sondern spielt auch mit den klassischen Motiven aus den B-Movies jener Zeit. Wenn die Armee Chucks Raumkapsel umstellt, dann erinnern diese Szenen bis in einzelne Einstellungen hinein an den Sci-Fi-Klassiker „Der Tag, an dem die Erde stillstand“. Das ironische Spiel mit den historischen Versatzstücken funktioniert so gut, dass man den streckenweise recht sterilen Look des Films fast vergisst. Die Bewohner von Glipforg mögen mit ihren faltenfreien Gesichtern und ihren bananenartigen Frisuren noch so merkwürdig aussehen – nie waren die Außerirdischen menschlicher als in diesem Film.“

„Bezüge zu anderen Animations- und Spielfilmen nehmen dem Film einiges an Originalität, doch die liebevoll gezeichneten Details und der freundliche Humor, mit dem um Toleranz geworben wird, gleichen dies aus.“

## Synchronisation
| Rolle            | Originalsprecher    | Deutscher Sprecher |
| ---------------- | ------------------- | ------------------ |
| Chuck Baker      | Dwayne Johnson      | Ingo Albrecht      |
| Lem              | Justin Long         | Raúl Richter       |
| Neera            | Jessica Biel        | Gundi Eberhard     |
| Skiff            | Seann William Scott | Sebastian Schulz   |
| General Grawl    | Gary Oldman         | Udo Schenk         |
| Professor Kipple | John Cleese         | Thomas Danneberg   |
| Postbote         |                     | Michael Nowka      |
| Glar             | Alan Marriott       | Stefan Krause      |
| Eckle            | Freddie Benedict    | Marco Esser        |
| Soldat Vesklin   | Mathew Horne        | Santiago Ziesmer   |
| Soldat Vernkot   | James Corden        | Marco Kröger       |